# Georg Schönichen
Georg Schönichen (* um 1490 / 1500 in Eilenburg; † Mitte des 16. Jahrhunderts ebenda) war ein deutscher Schuhmacher und Streiter für die Reformation.

## Leben
Er war vermutlich der Sohn des Hans Christoph Schönichen, der 1504, 1507 und 1510 zum Bürgermeister (zuvor Gerichtsschöppe) von Eilenburg gewählt wurde. Der offenbar intelligente Schönichen besuchte in Halle die Lateinschule, schlug dann jedoch aus unbekannten Gründen nicht die akademische Laufbahn ein, sondern  wurde Schuhmacher. Sich in seiner Heimatstadt engagierend, trat er 1517 erstmals als Schöffe und Ratsmitglied öffentlich in Erscheinung. Durch seine schulische Ausbildung hatte sich Schönichen eine ziemliche Schreibgewandtheit und eingehende Bibelkenntnis erworben. Auch war er ganz offensichtlich ein glühender Anhänger Martin Luthers und damit der Reformation. Anscheinend bei gelegentlichen Aufenthalten in Leipzig, das zum katholischen Herzogtum von Herzog Georg von Sachsen gehörte, suchte Schönichen die dortigen Gottesdienste auf. Über das, was er hörte, zutiefst verärgert, verfasste er in der Folge drei in Eilenburg, bei Nikolaus Widemar, 1523 gedruckte Streitschriften gegen den papistischen Rat und die gleichgesinnte Geistlichkeit Leipzigs. Mit den Schriften, die ihn schlagartig bekannt machten und heftigen Widerspruch der katholischen Partei hervorriefen, mischte sich der gelehrte Schuhmacher in die theologischen Auseinandersetzungen seiner Zeit ein und engagierte sich für die Einführung der Reformation in ganz Sachsen. Angeblich nahm daraufhin Luther, der prinzipiell ein Gegner war, dass sich kirchliche Laien in die geistigen Auseinandersetzungen der Zeit einmischen, auf Schönichen Einfluss, dass sich dieser jeglicher weiterer öffentlicher Stellungnahmen enthält; das geschah sodann auch.

## Werke
- Allen brudern zcu dresden dy den Ewangelio Holt sein Wunscht George Schonichen zu Eylenburgk dy Genade Gottes. [Jakob Stöckel] [u. a.], [Eilenburg] 1523 (slub-dresden.de).
- Den achtbarn und hochgelerten zu Leypßck, Petro Mosellano Rectori, Ochßenfart prediger zu St. Nicolao, Andree Camiciano … Widemar, Eilenburg 1523 (Digitalisat).
- Auff die underricht des hochgelerten Doctoris, Ern Hieronimy Tungirßheim … Widemar, Eilenburg 1523 (Digitalisat).